# بیمستر
بیمستر (به هلندی: Beemster) یک پولدر و شهرستان در هلند است که در هلند شمالی واقع شده‌است. بیمستر −۴ متر بالاتر از سطح دریا واقع شده‌ است.
بیمستر اولین به اصطلاح پلدر در هلند است که از یک دریاچه بازیابی شد و آب توسط آسیاب‌های بادی از دریاچه استخراج می‌شود.
به دلیل قدمت تاریخی آن و همچنین به دلیل اینکه ساختار اصلی منطقه هنوز تا حد زیادی دست نخورده است، Beemster در سال ۱۹۹۹ در فهرست "میراث جهانی یونسکو" ثبت شد.
بیمستر در اول ژانویه ۲۰۲۲ در شهرداری فعلی شهر Purmerend ادغام شد.